# Juliana Puricelli
Juliana Puricelli (ur. 1427 w Busto Arsizio, zm. 15 sierpnia 1501) – włoska zakonnica, ksieni klasztoru św. Augustyna.

## Życiorys
Po latach opuściła dom ojca i udała się do Sacro Monte Varese, gdzie przyłączyła się do Katarzyny z Pallanzy. 10 listopada 1474 papież Sykstus IV zezwolił jej na wybudowanie klasztoru i nadanie mu reguły św. Augustyna.
Jej kult jako błogosławionej został potwierdzony przez papieża Klemensa XIV w 1769.